# Spw – Zeitschrift für sozialistische Politik und Wirtschaft
Die Zeitschrift spw – Zeitschrift für sozialistische Politik und Wirtschaft wurde 1978 von Mitgliedern der SPD, vor allem aus Reihen der Jungsozialisten, in Anlehnung an eine gleichnamige Zeitschrift (von 1923 bis 1928) des sozialdemokratischen Reichstagsabgeordneten und Rechtsanwaltes Paul Levi als Zeitschrift einer der marxistischen Strömungen in der SPD gegründet.
Heute ist spw ein politisches Magazin von Menschen, deren Denken in der Tradition der sozialistischen Linken steht und diese für das 21. Jahrhundert nutzbar machen will. Sie haben ihre Wurzeln in der Sozialdemokratie und setzen sich für einen parteiübergreifenden Diskurs radikalreformerischer Kräfte ein. In spw publizieren unter anderem Mitglieder des Forums Demokratische Linke 21. spw erscheint sechsmal im Jahr mit einer Auflage von 2000 Exemplaren (Stand: Juli 2015). Die Zeitschrift ist eine Kooperationspartnerin des Internetportals Linksnet.
Zum Jahreswechsel 2024/2025 erfolgt die Wandlung der spw zur Mitgliederzeitschrift. Neuer Herausgeber wird der Projekt Moderner Sozialismus Norddeutschland - Verein zur Förderung von Demokratie und Völkerverständigung e. V. (ProMS).

## Herausgeber
- Niels Annen (Hamburg)
- Claudia Bogedan (Bremen)
- Andreas Bovenschulte (Bremen)
- Björn Böhning (Berlin)
- Arno Brandt (Lüneburg)
- Klaus Dörre (Jena)
- Franziska Drohsel (Berlin)
- Iris Gleicke (Schleusingen)
- Michael Guggemos (Düsseldorf)
- Andreas Fisahn (Enger)
- Arne Heise (Hamburg)
- Marc Herter (Hamm)
- Oliver Kaczmarek (Kamen)
- Dietmar Köster (Wetter)
- Michael R. Krätke (Lancaster)
- Uwe Kremer (Bochum)
- Kevin Kühnert (Berlin)
- Andrea Lange-Vester (Hannover)
- Detlev von Larcher (Weyhe)
- Uwe Meinhardt (Stuttgart)
- Matthias Miersch (Laatzen)
- Benjamin Mikfeld (Berlin)
- Susi Möbbeck (Magdeburg)
- Andrea Nahles (Weiler)
- René Röspel (Hagen)
- Ernst Dieter Rossmann (Elmshorn)
- Sarah Ryglewski (Bremen)
- Alexandra Scheele (Berlin)
- Joachim Schuster (Bremen)
- Carsten Sieling (Bremen)
- Sigrid Skarpelis-Sperk (Bonn)
- Thomas Spies (Marburg)
- Margareta Steinrücke (Bremen)
- Olaf Struck (Erfurt)
- Michael Vester (Hannover)
- Claudia Walther (Köln)
- Felix Welti (Lübeck)
- Thomas Westphal (Dortmund)

Impressum spw Heft 257 4/2023

## Chefredaktion
- Sascha Howind

## Ehrenamtliche Redaktion
- Ursula Bitzegeio
- Kai Burmeister
- Jan Dieren
- Cordula Drautz
- Ole Erdmann
- Sebastian Jobelius
- Katharina Oerder
- Anna-Katharina Meßmer
- Lasse Rebbin
- Max Reinhardt
- Michael Reschke
- Christina Schildmann
- Thilo Scholle
- Stefan Stache

Impressum spw Heft 257 4/2023